# Cariddi

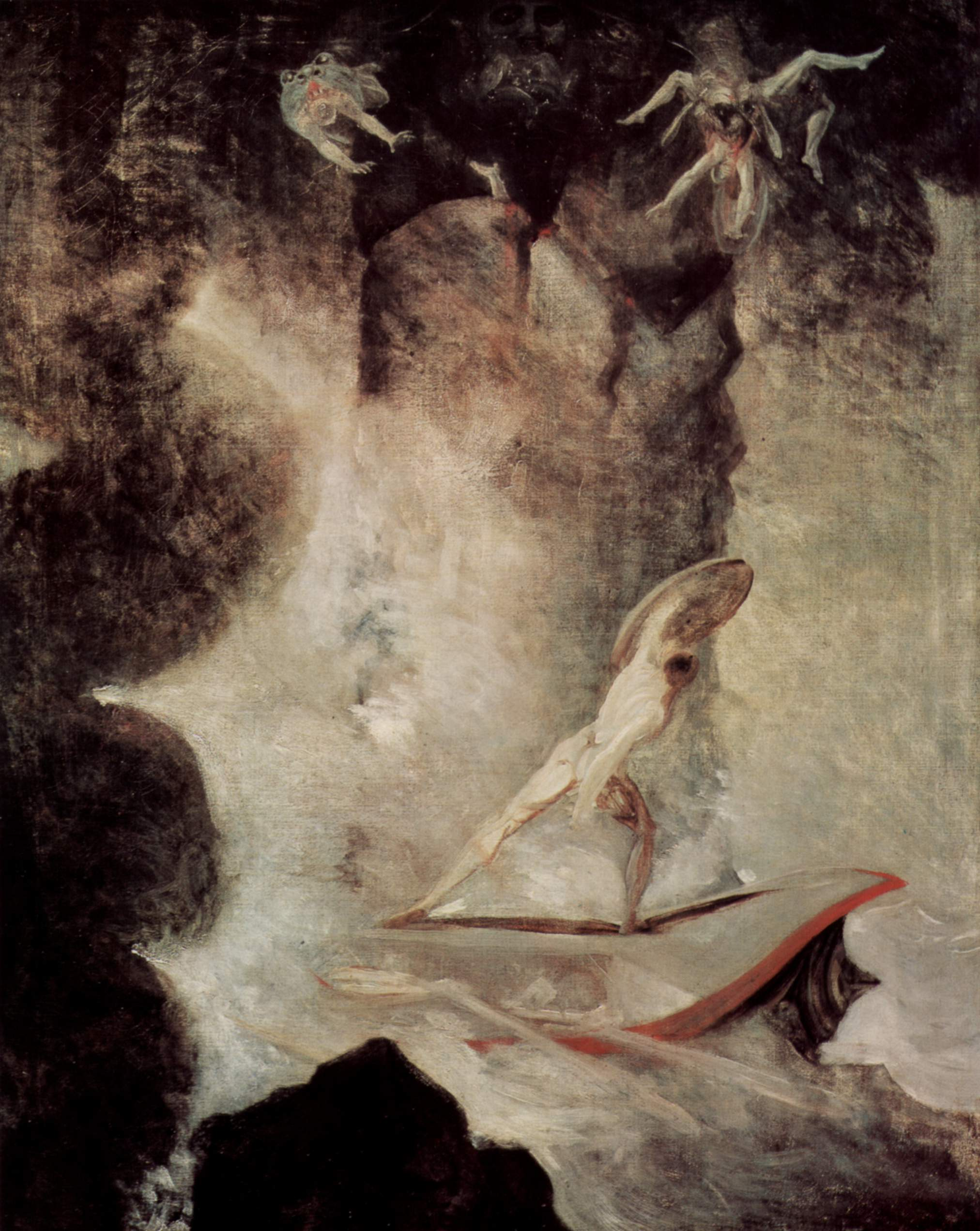
Scilla e Cariddi in un dipinto di Johann Heinrich Füssli

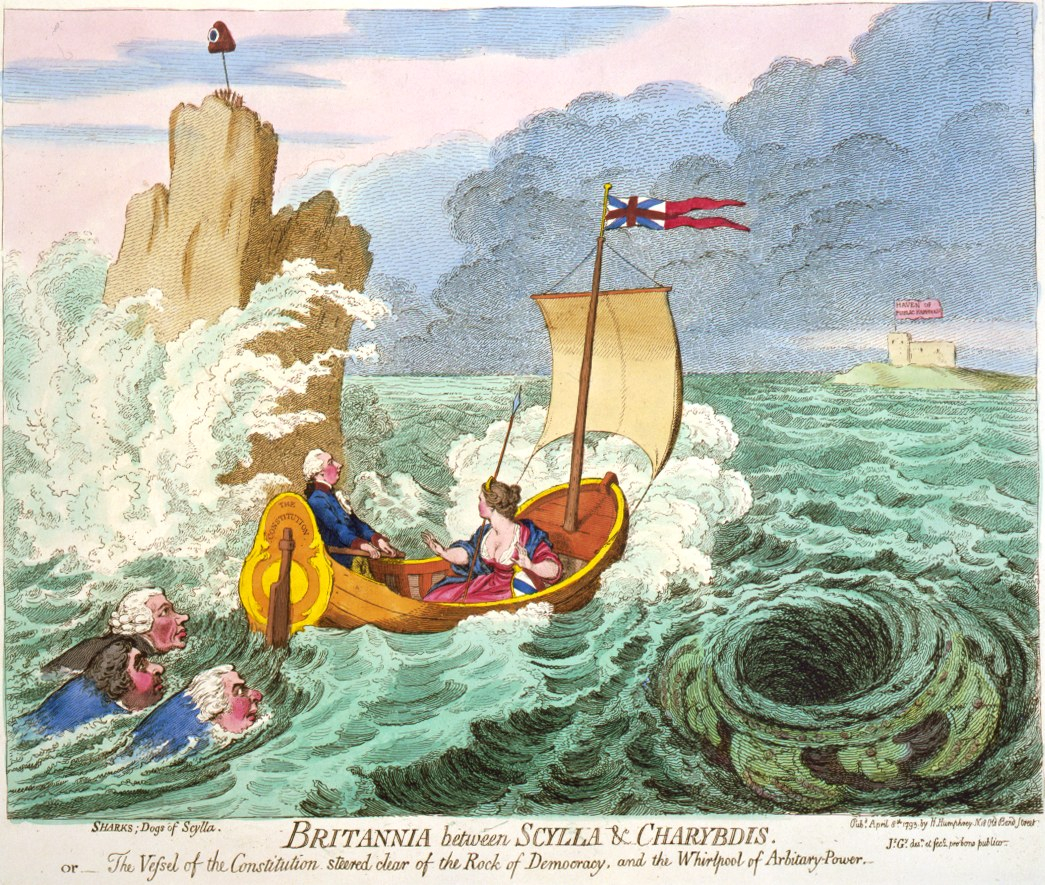
Scilla e Cariddi in una vignetta inglese di fine Settecento

Cariddi (in greco Χάρυβδις?, Khárybdis) è un mostro marino della mitologia greca.

## Mitologia
In principio era una naiade, figlia di Poseidone e Gea, dedita alle rapine e famosa per la sua voracità. Un giorno rubò a Eracle i buoi di Gerione e ne mangiò alcuni, tanto che Zeus la fulminò e la fece cadere in mare, dove la mutò in un gigantesco mostro simile a una lampreda, con una gigantesca bocca piena di varie file di numerosissimi denti e una voracità infinita, che risucchiava l'acqua del mare e la rigettava (fino a tre volte al giorno), creando enormi vortici che affondavano le navi in transito. Le enormi dimensioni del mostro facevano sì che sembrasse tutt'uno col mare stesso.
La leggenda la situa presso uno dei due lati dello stretto di Messina, di fronte all'antro del mostro Scilla, sicché le navi che imboccavano lo stretto erano costrette a passare vicino a uno dei due mostri.
Secondo il mito, gli Argonauti  riuscirono a scampare al pericolo, rappresentato dai due mostri, guidati da Teti, una delle Nereidi e  madre di Achille. Cariddi è menzionata anche nel canto XII dell'Odissea di Omero, in cui si narra che Ulisse preferì affrontare Scilla, perdendo quindi solo sei compagni (i rematori più valorosi), divorati dalle altrettante teste di Scilla, anziché l'intero equipaggio. Tuttavia, dopo che Elio e Zeus distrussero la sua nave, Odisseo per poco non finì nelle sue fauci, aggrappandosi a una radice di un fico sull'isola di Cariddi, prima di venire inghiottito. 
Anche Virgilio, nel terzo libro della sua Eneide, fa una descrizione.
(Virgilio, Eneide)

## Origine del mito
Nell’antichità questa leggenda si è originata poiché secondo molti la navigazione sullo stretto di Messina, in corrispondenza del passaggio tra Scilla in Calabria e il Capo Peloro era pericolosa, ma questo in realtà non corrisponderebbe al vero.